# 30-мм пушка 2А72
30-мм пушка 2А72 — советская автоматическая пушка конструкции Шипунова А. Г. и Грязева В. П., предназначена для уничтожения живой силы, легкобронированной техники и воздушных низколетящих целей.

## История создания
Пушка разработана ОАО «Конструкторское бюро приборостроения» (КБП) и производится в АО "ПО "Тульский машиностроительный завод" (Туламашзавод).
30-мм автоматическая пушка 2А72 входит в состав вооружения универсального боевого модуля Бахча-У; монтируется на боевые машины: БМП-3, БМД-4, БМД-4М, БТР-80А, БТР-82А, БТР-90М, БРМ-3К, Уран-9, на украинский БТР-3 под обозначением ЗТМ-1. Возможна установка на другую технику.
Боекомплект пушки полностью унифицирован с боекомплектом 30-мм пушки 2А42.

## ТТХ
- Калибр: 30×165 мм
- Энергия: 150—180 кДж[1]
- Число нарезов: 16
- Шаг нарезов: 715,5 мм
- Усилие отдачи: 60 кН (6000 кгс)
- Питание пушки: двухленточное
- Перезарядка: ручная
- Автоматика: откат ствола при длинном ходе

## Сравнение с пушкой 2А42
Пушка 2А72 за счёт применения схемы с подвижным стволом, по сравнению с газоотводной на 2А42 передаёт на крышу бронеобъекта более растянутый по времени импульс отдачи, а значит имеет меньшее максимальное значение мгновенной силы отдачи (7 тонн против 20 тонн у 2А42 с неподвижным стволом), что позволяет использовать её на лёгкой бронетехнике типа БТР-82, Тигр-М с бронекорпусами выполненными из листов толщиной всего около 7 мм, на которой применение вооружения мощнее 14,5 мм пулемёта КПВТ до появления 30 мм пушки 2А72 ранее было невозможно. Это ставит, по огневым возможностям, их на один уровень с более тяжёлыми и дорогими БМП и значительно повышает боевую ценность лёгких бронемашин в обороне (когда бой ведётся из окопа и уровень бронезащиты боевой машины не столь важен). Кроме того, значительно снижается загазованность боевого отделения при интенсивной стрельбе.
Платой за использование схемы с подвижным стволом стала несколько худшая кучность и значительно меньший темп стрельбы — всего 300—330 выстр/мин, что не позволяет эффективно применять эту пушку по воздушным целям.

## Производство
- СССР:
  - Тульский станкостроительный завод (1939—1992)
- Россия:[источник не указан 3074 дня]
  - АО "ПО «Тульский машиностроительный завод им. Рябикова» (ПО «ТУЛАМАШЗАВОД»)
- Украина:
  - «Научно-технический комплекс „Завод точной механики“ (ЗТМ, г. Каменец-Подольский) с 2004 года производит нелицензионную копию под наименованием 30-мм автоматическая пушка ЗТМ-1[2][3]. 26 марта 2012 года пушка официально принята на вооружение украинской армии[4]. В феврале 2014 года выпуск пушки начат также на заводе „Лорта“[5] (под наименованием ЛВГ-30)[6]
  - КБ «Артиллерийское вооружение» выпускает аналог орудия под наименованием 30-мм автоматическая пушка КБА-2[7]
- Китай:
  - В 1990-х годах Китайская Народная Республика также представила технологию систем вооружения БМП-3, а затем представила пушку. Её отечественная имитационная модель получила название ZPT-99. Она широко использовалась в боевых машинах пехоты и бронетехнике Вооружённые силы Китайской Народной Республики (НОАК).[8]